# Cărți scrise de John C. Maxwell
Aceasta este o listă de cărți scrise de către John C. Maxwell. Au fost vândute mai mult de 19 milioane de copii, dintre care unele au fost declarate cele mai bune de către New York Times. Câteva lucrări au fost traduse în 50 de limbi. Din 2012, numărul de volume vândute a depășit 20 de milioane și este într-o continuă creștere.
În cartea Sometimes You Win, Sometimes You Learn, John C. Maxwell afirmă că a publicat 71 de cărți diferite.

## Cărți scrise de John C. Maxwell traduse în limba română
| Titlu                                                                        | Editură           | An de publicare | ISBN              | Notițe |
| ---------------------------------------------------------------------------- | ----------------- | --------------- | ----------------- | ------ |
| Câștigă aurul                                                                | Amaltea           | 2011            | 978-973-162-057-2 |        |
| Câștigă cu oamenii                                                           | Amaltea           | 2004            | 973-7780-88-1     |        |
| Cele 17 legi ale muncii în echipă                                            | Amaltea           | 2008            | 973-9397-71-9     |        |
| Cele 21 de calități ale liderului                                            | Amaltea           | 2003            | 973-9397-39-5     |        |
| Cele 21 de legi supreme ale liderului                                        | Amaltea           | 2002            | 973-9397-30-1     |        |
| Cele 5 niveluri alea leadership-ului                                         | Amaltea           | 2012            | 978-973-162-096-1 |        |
| Cele mai eficiente 21 de minute din ziua unui lider                          | Life Publishers   | 2002            | 973-99872-3-0     |        |
| Cum să devii o persoană cu influență                                         | Amaltea           | 2010            | 973-9397-03-4     |        |
| Cum sa devii popular                                                         | Curtea Veche      | 2006            | 978-973-8120-30-X |        |
| Dezvoltă liderii din jurul tău                                               | Amaltea           | 2002            | 973-9397-21-2     |        |
| Dezvoltă liderul din tine                                                    | Amaltea           | 2003            | 973-97507-7-X     |        |
| Eșecurile pot conduce la succes                                              | Amaltea           | 2004            | 973-9397-89-1     |        |
| Harta succesului                                                             | Amaltea           | 2006            | 973-7780-56-6     |        |
| Începe să gândești                                                           | Amaltea           |                 | 973-7780-05-1     |        |
| Leadership de aur                                                            | Amaltea           | 2010            | 978-973-162-056-5 |        |
| Talentul nu este suficient                                                   | Amaltea           | 2008            | 978-973-162-008-4 |        |
| Totul despre lideri, atitudine, echipă și relații                            | Amaltea           | 2005            | 978-973-7780-26-4 |        |
| Meditați!                                                                    | Curtea Veche      | 2012            | 978-606-588-306-2 |        |
| Realizează-te pe deplin                                                      | Curtea Veche      | 2002            | 973-8120-98-5     |        |
| Atitudinea învingătorului                                                    |                   |                 |                   |        |
| Liderii buni pun întrebări extraordinare                                     | Amaltea           | 2015            | 978-973-162-138-8 |        |
| Uneori câștigi, uneori înveți                                                | Amaltea           | 2013            | 978-973-162-124-1 |        |
| Cele 15 legi supreme ale dezvoltării personale                               | Amaltea           | 2013            | 978-973-162-110-4 |        |
| Toți comunicăm, dar puțini stabilim și relații                               | Amaltea           | 2011            | 978-973-162-084-8 |        |
| Dă sens vieții                                                               | Amaltea           | 2016            | 978-973-162-150-0 |        |
| Lider la 360 de grade                                                        | Amaltea           | 2009            | 978-973-162-124-1 |        |
| Comentarii biblice asupra conducerii                                         | Life Publishers   | 2007            | 978-973-7908-31-5 |        |
| Promisiuni zilnice pentru lideri                                             | Life Publishers   | 2007            | 978-973-7908-30-8 |        |
| Parteneri în rugăciune                                                       | Life Publishers   | 2000            | 973-99871-0-9     |        |
| Echipat pentru succes 10 principii prin care să iți atingi potențialul maxim | Network Twentyone | 2011            |                   |        |

## Cărți scrise de John C. Maxwell în limba engleză
| Title                                                                                 | Publisher                 | Year | ISBN                   | Notes                                                                          |
| ------------------------------------------------------------------------------------- | ------------------------- | ---- | ---------------------- | ------------------------------------------------------------------------------ |
| Sometimes You Win, Sometimes You Learn                                                | Center Street             | 2013 | ISBN 9781599953694     |                                                                                |
| How Successful People Lead                                                            | Center Street             | 2013 | ISBN 9781599953625     |                                                                                |
| There's No Such Thing as Business Ethics (There's Only ONE RULE for Making Decisions) | Warner Business Books     | 2003 |                        |                                                                                |
| The 15 Invaluable Laws of Growth                                                      | Center Street             | 2012 | ISBN 9781599953663     |                                                                                |
| The 5 Levels of Leadership                                                            | Center Street             | 2011 | ISBN 9781599953656     |                                                                                |
| Everyone Communicates, Few Connect: What the Most Effective People Do Differently     | Thomas Nelson             | 2010 | ISBN 9780785214250     |                                                                                |
| Put Your Dream to the Test                                                            | Thomas Nelson             | 2009 | ISBN 9780785214120     |                                                                                |
| Leadership Gold: Lessons I've Learned from a Lifetime of Leading                      | Thomas Nelson             | 2008 | ISBN 9780785214113     |                                                                                |
| Encouragement Changes Everything                                                      | Thomas Nelson             | 2008 |                        |                                                                                |
| 21 Laws of Leadership                                                                 | Thomas Nelson             | 1998 | ISBN 978-0-7852-7431-5 |                                                                                |
| 21 Laws of Leadership 10th Anniversary Edition–revised & updated                      | Thomas Nelson             | 2007 |                        |                                                                                |
| The Complete 101 Collection                                                           | Thomas Nelson             | 2010 | ISBN 9781400281084     |                                                                                |
| Talent Is Never Enough                                                                | Thomas Nelson             | 2007 | ISBN 9780785214038     |                                                                                |
| The Difference Maker                                                                  | Thomas Nelson             | 2006 | ISBN 9780785260981     |                                                                                |
| Dare to Dream                                                                         | J. Countryman             | 2006 |                        |                                                                                |
| The 360° Leader                                                                       | Thomas Nelson             | 2005 | ISBN 978-0-7852-6092-9 | One of Executive Book Summaries 30 Best Business Books in 2003                 |
| Life@Work                                                                             | Thomas Nelson             | 2005 |                        | Co-authored with Addington & Graves                                            |
| 25 Ways to Win with People                                                            | Thomas Nelson             | 2005 | ISBN 9780785260943     | Co-authored with Les Parrott                                                   |
| The Choice Is Yours                                                                   | J. Countryman             | 2005 |                        |                                                                                |
| Winning With People                                                                   | Thomas Nelson             | 2004 | ISBN 978-0-7852-6089-9 | One of Executive Book Summaries 30 Best Business Books in 2005                 |
| The Preacher’s Commentary-Deuteronomy                                                 | Thomas Nelson Publishers  | 2004 |                        | Originally titled Deuteronomy Commentary (Word, 1987)                          |
| Today Matters                                                                         | Warner Books              | 2004 | ISBN 978-0-446-52958-7 |                                                                                |
| The Journey From Success to Significance                                              | J. Countryman             | 2004 |                        |                                                                                |
| Relationships 101                                                                     | Thomas Nelson             | 2003 | ISBN 9780785263517     |                                                                                |
| Equipping 101                                                                         | Thomas Nelson             | 2003 | ISBN 9780785263524     |                                                                                |
| There’s No Such Thing as “Business” Ethics                                            | Warner Business Books     | 2003 |                        | Retitled Ethics 101 (August 2005)                                              |
| Leadership Promises for Every Day                                                     | J Countryman              | 2003 |                        |                                                                                |
| Thinking For a Change                                                                 | Warner Business Books     | 2003 | ISBN 978-0-446-52957-0 |                                                                                |
| Attitude 101                                                                          | Thomas Nelson             | 2003 | ISBN 9780785263500     |                                                                                |
| Running With the Giants                                                               | Warner Books              | 2002 |                        |                                                                                |
| Leadership 101                                                                        | Thomas Nelson             | 2002 | ISBN 9780785264194     |                                                                                |
| The Maxwell Leadership Bible                                                          | Thomas Nelson             | 2002 |                        |                                                                                |
| Your Road Map for Success                                                             | Thomas Nelson             | 2002 |                        | Originally titled The Success Journey (Thomas Nelson, 1997)                    |
| Teamwork Makes the Dream Work                                                         | J. Countryman             | 2002 |                        |                                                                                |
| The 17 Essential Qualities of a Team Player                                           | Thomas Nelson             | 2002 |                        |                                                                                |
| The 17 Indisputable Laws of Teamwork                                                  | Thomas Nelson             | 2001 | ISBN 978-0-7852-7434-6 |                                                                                |
| Leading from the Lockers                                                              | Thomas Nelson             | 2001 |                        |                                                                                |
| The Desert Experience                                                                 | Thomas Nelson             | 2001 |                        | Contributor                                                                    |
| The Right to Lead                                                                     | J. Countryman             | 2001 |                        |                                                                                |
| The 21 Most Powerful Minutes in a Leader’s Day                                        | Thomas Nelson             | 2000 | ISBN 978-0-7852-7432-2 |                                                                                |
| Success, One Day at a Time                                                            | J. Countryman             | 2000 |                        |                                                                                |
| Failing Forward–Turning Your Mistakes into Stepping Stones for Success                | Thomas Nelson             | 2000 | ISBN 9780785274308     |                                                                                |
| The Treasure of a Friend                                                              | J. Countryman             | 1999 |                        |                                                                                |
| The 21 Indispensable Qualities of a Leader                                            | Thomas Nelson             | 1999 |                        |                                                                                |
| The Power of Partnership                                                              | J Countryman              | 1999 |                        |                                                                                |
| Destiny & Deliverance                                                                 | Thomas Nelson             | 1998 |                        | Contributor                                                                    |
| The Heart of Christmas                                                                | Thomas Nelson             | 1998 |                        | Contributor                                                                    |
| Becoming a Person of Influence                                                        | Thomas Nelson             | 1997 | ISBN 978-0-7852-7100-0 | Co-authored with Jim Dornan                                                    |
| Your Bridge to a Better Future                                                        | Thomas Nelson             | 1997 |                        |                                                                                |
| Breakthrough Parenting                                                                | Focus on the Family       | 1996 |                        |                                                                                |
| Living at the Next Level                                                              | Thomas Nelson             | 1996 |                        |                                                                                |
| Partners in Prayer                                                                    | Thomas Nelson             | 1996 |                        |                                                                                |
| The Power of Thinking Big                                                             | Cook Communications       | 2002 |                        | Originally titled It’s Just a Thought, But It Could Change Your Life           |
| The Power of Influence                                                                | Cook Communications       | 2002 |                        | Originally titled People Power                                                 |
| Developing the Leaders Around You                                                     | Thomas Nelson             | 1995 | ISBN 978-0-8407-6747-9 |                                                                                |
| Your Family Time with God                                                             | Christian Parenting Books | 1995 |                        | Out of print                                                                   |
| The Power of Attitude                                                                 | Cook Communications       | 2001 |                        | Originally titled You Can't Be a Smart Cookie if You Have a Crummy Attitude    |
| The Power of Leadership                                                               | Cook Communications       | 2001 |                        | Originally titled Leadership 101                                               |
| The Time Crunch (contributor)                                                         | Multnomah Books           | 1993 |                        |                                                                                |
| Developing the Leader Within You                                                      | Thomas Nelson             | 1993 | ISBN 978-0-8407-6744-8 |                                                                                |
| The Winning Attitude                                                                  | Thomas Nelson             | 1990 |                        | Originally titled Your Attitude: Key to Success (Here's Life Publishers, 1984) |
| Be a People Person                                                                    | Cook Communications       | 1989 | ISBN 9780781448437     |                                                                                |
| Be All You Can Be                                                                     | Cook Communications       | 1987 | ISBN 9780781448444     |                                                                                |
| Tough Questions, Honest Answers                                                       | Here's Life Publishers    | 1985 |                        | Out of print                                                                   |
| Think on These Things                                                                 | Beacon Hill Press         | 1979 | ISBN 9780834106000     | Re-released in 1999 (20th Anniversary Edition)                                 |
| Make Today Count                                                                      | Center Street             | 2008 | ISBN 9781599950815     |                                                                                |
| How Successful People Think                                                           | Center Street             | 2009 | ISBN 9781599950815     | Originally titled Thinking for a Change                                        |
| Failing Forward                                                                       | Thomas Nelson             | 2000 | ISBN 9780785274308     |                                                                                |